# George Oster
George Frederick Oster (* 20. April 1940 in New York City; † 15. April 2018) war ein US-amerikanischer Biophysiker.

## Leben
Oster machte 1961 einen Bachelor-Abschluss an der Akademie der US-Handelsmarine (United States Merchant Marine Academy) in Long Island (wo er auch aufgewachsen ist). Er machte seinen Abschluss 1961 mit einem Patent als Marineoffizier, die Seefahrt war aber nicht nach seinem Geschmack. Er studierte ab 1961 Kerntechnik an der Columbia University, an der er 1967 promovierte. Das Thema seiner Dissertation war High Temperature Saturated Liquid and Vapor Densities and the Critical Point of Caesium. Seine Studiengebühren bezahlte er durch periodische Arbeit als Schiffsoffizier. 1964 bis 1967 war er Instructor am City College of New York und ab 1968 am Lawrence Radiation Laboratory der University of California, Berkeley, ab 1971 als festes Labormitglied. Dort war er schon 1964 mit einem Stipendium der United States Atomic Energy Commission, als er noch an seiner Doktorarbeit in Kerntechnik arbeitete, wechselte dann aber zur Biologie unter dem Einfluss von Aharon Katchalsky, mit dem er auch in Rechovot am Weizmann-Institut an der statistischen Mechanik biologischer Netzwerke arbeitete. Anfang der 1970er Jahre arbeitete er zunächst über Populationsbiologie von Walen (in der Fakultät für Mechanik, die dies allerdings nicht lange duldete), angeregt durch seinen Freund, den bekannten Walforscher Roger Payne. Dafür erhielt er die Levy-Medaille des Franklin Instituts. Danach arbeitete er als mathematischer Populationsbiologe in der Fakultät für Entomologie. Er traf auf den Sommerkursen von Woods Hole den Ameisenspezialisten Edward O. Wilson und sie schrieben ein Buch über Ameisenkolonien. In dieser Zeit arbeitete er an der Harvard University unter anderem mit Wilson und Richard Lewontin. Ab 1978 war er Professor für Biophysik an der University of California, Berkeley.
Ende der 1970er Jahre schrieb er mit Robert May eine frühe Arbeit über die Chaostheorie in der Populationsökologie. und begann sich für Entwicklungsbiologie zu interessieren, wobei er mit James D. Murray ein neues Modell der Morphogenese entwickelte, das neben chemischen Botenstoffen (wie in Alan Turings klassischem Modell) auch mechanische Zellkontakte berücksichtigte. Später wandte er sich Fortbewegungsmechanismen von Bakterien zu (bei Myxobakterien entdeckte er mit anderen eine neue Fortbewegungsart durch Ausstoß von Schleim) und den Mechanismen molekularer Motoren. 1998 entwickelte er ein chemisch-mechanisches Modell der bei molekularen Motoren für die Energiezulieferung nötigen ATP-Synthase. In der Entwicklung mathematisch-physikalischer Modelle von biologischen Vorgängen arbeitete er eng mit Experimentatoren zusammen.
1985 bis 1990 war er MacArthur Fellow. 2004 wurde er Mitglied der National Academy of Sciences, 2006 der American Academy of Arts and Sciences. 1971 und 1974 erhielt er die Louis E. Levy Medal des Franklin Institute und 1975 war er Guggenheim Fellow. 2014 erhielt er den Sackler-Preis für Biophysik. 1992 erhielt er den Weldon Memorial Prize.